# Francesco Nullo (cacciatorpediniere 1927)
Il Francesco Nullo è stato un cacciatorpediniere della Regia Marina.

## Storia
Durante le prove in mare del 1927 il Nullo risultò essere la nave più veloce della classe Sauro, giungendo a toccare i 37,4 nodi.
Nel 1928 fu impiegato in appoggio alla «Crociera aviatoria del Mediterraneo occidentale» di Italo Balbo.
Nel 1933 fu sottoposto a lavori di modifica che videro l'imbarco di una centrale di tiro.
Nel 1935, in previsione del suo trasferimento in Mar Rosso, subì altri lavori per consentire di climatizzarne i locali: in seguito a tali lavori la velocità scese da 35 a 31,7 nodi, e l'autonomia alla velocità di 14 nodi da 2600 a 2000 miglia.
Fu quindi dislocato in Mar Rosso nello stesso 1935.
Tornato in Mediterraneo, partecipò alla guerra di Spagna. Dal settembre 1938 il Nullo e la III squadriglia cacciatorpediniere passò al comando del capitano di fregata Aldo Cocchia.
Il 10 giugno 1940, data dell'ingresso dell'Italia nella seconda guerra mondiale, si trovava di nuovo a Massaua, in Mar Rosso, inquadrato nella III Squadriglia Cacciatorpediniere, che formava insieme ai gemelli Battisti, Sauro e Manin e che aveva base nel porto eritreo. Comandante dell'unità (sin dal marzo 1940) e capo squadriglia, era il capitano di fregata Sergio De Judicibus.
Fu impiegato nell'intercettazione dei convogli britannici che transitavano in Mar Rosso, effettuando una decina di missioni di questo tipo ma senza mai riuscire a venire in contatto con navi nemiche.
Il 26 luglio uscì da Massaua unitamente al gemello Battisti ed al sommergibile Guglielmotti per cercare un piroscafo britannico, senza però riuscire ad individuare tale nave.
Nella notte tra il 24 ed il 25 agosto uscì in mare insieme al capoclasse Sauro alla ricerca di navi avversarie, ma non ne trovò. Il seguente 6 settembre il capitano di fregata De Judicibus si ammalò e dovette essere ricoverato.
Il 20 ottobre 1940, passato al comando del capitano di corvetta Costantino Borsini, nel corso di un'altra missione di intercettazione del traffico nemico, attaccò, alle 2.19 di notte, insieme al gemello Nazario Sauro ed ai più grossi cacciatorpediniere Leone e Pantera, il convoglio britannico «BN 7», composto da 32 mercantili con la scorta dell'incrociatore leggero HMNZS Leander, del cacciatorpediniere HMS Kimberley e degli sloops Yarra (australiano), Auckland (britannico) e Indus (indiano). Il combattimento divenne sfavorevole alle navi italiane, che dovettero rinunciare all'attacco e ripiegare coprendosi la ritirata con una cortina fumogena.
All'inseguimento del Nullo, che aveva avuto un'avaria al timone e si dirigeva, isolato ed a bassa velocità, verso Massaua, si misero il Kimberley, cacciatorpediniere più grande e moderno e meglio armato, e lo sloop Yarra. Colpito ripetutamente con gravi danni e numerose vittime e feriti, il Nullo andò ad incagliarsi presso l'isola di Harmil e fu abbandonato dall'equipaggio superstite, mentre il Kimberley continuava a fare fuoco. A bordo della nave rimase il comandante Borsini, intenzionato ad affondare con l'unità nonostante l'incitamento dell'equipaggio a mettersi in salvo. L'attendente di Borsini, marinaio Vincenzo Ciaravolo, che già aveva abbandonato la nave con molta riluttanza e solo dietro ordine del comandante, quando si rese conto della decisione presa da Borsini, tornò a bordo della nave; entrambi scomparvero poco dopo, quando il Nullo, colpito ancora, s'inabissò devastato da una serie di esplosioni. Erano le 6.35 del 21 ottobre.
Alla memoria del comandante Borsini e del marinaio Ciaravolo fu conferita la Medaglia d'oro al valor militare.
Il Kimberley fu a quel punto inquadrato dal tiro della batteria costiera «Giulietti», situata sull'isola di Harmil, munita di cannoni da 120/45 mm: centrato in sala macchine ed immobilizzato, il cacciatorpediniere britannico, fuori uso per i gravi danni riportati, dovette essere preso a rimorchio dal Leander e poi dal cacciatorpediniere Kingston; i serventi della batteria «Giulietti» provvidero inoltre al salvataggio dei sopravvissuti del Nullo, 106 uomini in tutto.
Il relitto del Nullo dovrebbe giacere su fondali di 60-80 metri nel punto 16°28' N e 40°13' E, a circa cinque miglia dal faro di Harmil.